# Катастрофа L-749 на Монблане
Катастрофа L-749 на Монблане — авиационная катастрофа, произошедшая в пятницу 3 ноября 1950 года на горе Монблан во французских Альпах. Самолёт Lockheed L-749A Constellation индийской авиакомпании Air-India выполнял пассажирский рейс в Женеву, когда на подходе к аэропорту врезался в горный массив и разрушился, при этом погибли 48 человек. На то время это была крупнейшая авиакатастрофа во Франции.

## Самолёт
Lockheed L-749A Constellation с заводским номером 2506 был выпущен ориентировочно в 1948 году и изначально имел регистрационный номер N86523 и предназначался для американской авиакомпании Transcontinental & Western Air (TWA). Однако в TWA он не поступил, а вместо этого 27 февраля был продан индийской национальной авиакомпании Air India, где после перерегистрации получил новый бортовой номер VT-CQP, а также имя Malabar Princess (Принцесса Малабара). 8 июня именно этот самолёт совершил первый в авиакомпании пассажирский рейс из Бомбея (Индия) в Лондон (Великобритания). По некоторым данным пассажировместимость салона составляла 81 место, максимальная взлётная масса — 48 500 кг. Крейсерская скорость самолёта составляла 555,22 км/час. Потолок самолёта составлял 7300 метров. Самолёт был оснащён четырьмя двухрядными звездообразными двигателями Райт R-3350-749C18BD-1 turbocompound Duplex Cyclone, рабочим объёмом 54,86 литра, мощностью 2500 л/с каждый, и приводился в движение трёхлопастными воздушными винтами L-749.

## Экипаж
Экипаж самолёта в злополучном рейсе имел следующий состав:
- Командир воздушного судна — 34-летний Алан Р. Сейнт (англ. Alan R. Saint). Налёт 1745 часов, по национальности англичанин.
- Второй пилот — В. И. Коргаокар (V. Y. Korgaokar). Налёт 4052 часа.
- Штурман — С. Антиа (S. Antia). Налёт 965 часов.
- Бортинженер — Ф. Гомес (F. Gomes). Налёт 2267 часов.
- Бортрадист — П. Назир (P. Nazir). Налёт 2263 часа.
- Дополнительный бортинженер-штурман — Д. Рангхурам (D. Ranghuram).
- Старший стюард — С. Ганеш (S. Ganesh).
- Стюардесса — Гростат (Grostate)

## Катастрофа
Самолёт выполнял ставший уже регулярным пассажирский рейс AI-245 по маршруту Бомбей — Каир — Женева — Лондон, а пассажирами преимущественно являлась группа индийских военных моряков, которые направлялись в Ньюкасл-апон-Тайн (Великобритания), где базировался их корабль. С 40 пассажирами и 8 членами экипажа на борту авиалайнер подходил к Женеве, когда в 09:37 была установлена связь с диспетчером в Женевском аэропорту, после чего экипаж доложил, что находится в точке 45°22′ с. ш. 5°44′ в. д. и, следуя в северном направлении, прошёл Гренобль (англ. 45º22' N & 5º44 ' E, Verticale Nord/Ouest of Grenoble France). В ответ диспетчер передал прогноз погоды над Альпами: мокрый снег, сплошная слоисто-дождевая облачность от 1000 до 7000 метров, видимость от 4 до 6 километров, ветер на высоте 5000 метров 35 узлов. Затем в 09:39 экипаж доложил на землю, что ветер гораздо сильнее и достигает скорости 50—60 узлов, а в порывах и все 75 узлов. Затем диспетчер спросил у рейса 245 о высоте полёта, на что ему доложили: 14 500 футов (4400 м). Тогда диспетчер передал: Срочно набирайте 15 500 футов (4700 м).… Какой у вас курс?. С самолёта в 09:41 ответили: Не по курсу. Пытаемся подняться до 15 500 футов (4700 м). В 09:43 на землю доложили: Поворачиваем на курс 348°. Это был последний радиообмен с «Принцессой Малабара». Затем диспетчер в Женеве вновь попытался связаться с рейсом 245: Алло, Эйр Индия 245, вы слышите меня? Но этот вопрос уже был без ответа, а на радиолокаторе исчезла зелёная засветка, означающая борт VT-CQP.
Авиалайнер летел над Альпами, пробиваясь сквозь снегопад, когда, возможно, экипаж через разрывы в облаках увидел прямо перед собой гору. Пилоты стали тянуть штурвалы «на себя», пытаясь заставить самолёт начать набор высоты, чтобы перелететь опасность, однако в условиях сильной турбулентности это было очень сложно. В 09:43 на высоте 4572 метра над уровнем моря «Принцесса» врезалась в склон горы Монблан всего в нескольких метрах ниже вершины гребня. Первой врезалась в склон правая плоскость, которая отделилась вместе с обоими правыми двигателями. Затем от удара отделилась и загорелась уже левая плоскость крыла. Ударившись о скалы, фюзеляж разрушился на несколько частей, после чего передняя часть, скатившись по склону, рухнула в пропасть.
Когда рейс 245 перестал выходить на связь и не отвечал на вызовы, а также не прибыл в Женеву, диспетчеры объявили чрезвычайную ситуацию. Поиски велись на протяжении двух дней, пока 5 ноября в 15:30 пилот самолёта компании Swissair не обнаружил обломки на склоне массива Монблан в 200 метрах ниже вершины. 6 ноября к месту катастрофы выдвинулась группа альпинистов, которую возглавил Рене Пайот (фр. Rene Payot). В тот же день Пайот сорвался в ущелье и погиб через несколько часов, не приходя в сознание, поэтому экспедиция вернулась обратно. 7 ноября выдвинулась ещё одна экспедиция, более крупная, которая после нескольких часов восхождения смогла подняться на массив, где на северо-западном склоне вершины Турнетт (фр. Tournette) обнаружила отделившуюся хвостовую часть фюзеляжа. Все 48 человек на борту погибли.

## Причины
Точную причину катастрофы установить не удалось. Высказывались версии, что свою роль сыграли недостаточная высота подхода к Альпам, сложные погодные условия, возможный отказ управления и так далее. Однако ни одну из них не удалось подтвердить.

## Последствия
В связи с таянием ледников постепенно часть обломков освободилась от снега и оказалась на поверхности. 4 августа 1987 года было обнаружено колесо, которое относилось к «Принцессе Малабара». Это колесо установили у основания склона на высоте около 3500 м как памятник жертвам рейса 245.

## В культуре
По мотивам катастрофы «Принцессы Малабара» впоследствии были написаны несколько романов, многие из которых экранизировали.
Так, катастрофа стала основой романа «Снег в трауре» Анри Труайя, написанного в 1950 году, по мотивам которого снято две фильма: «Гора» (США, 1956) и «Снег в трауре» (СССР, 1978).